# Bernard Perret
Pour les articles homonymes, voir Bernard Perret (homonymie).
Bernard Perret, né le 28 juillet 1951 à Bourgoin-Jallieu, est un ingénieur et socio-économiste français.
Il est ancien élève de l'École polytechnique et de l'École nationale de la statistique et de l'administration économique (ENSAE).

## Biographie
Nommé administrateur de l'INSEE en 1976, il a été adjoint au chef du département des statistiques du ministère de la Santé et de la Sécurité sociale entre 1976 et 1980, puis chef du bureau de l'informatique à la direction du budget du ministère de l'Économie et des finances entre les trois années suivantes. Entre 1983 et 1984, il est conseiller technique au cabinet de secrétaire d'État chargé de la Santé, puis responsable des projections sectorielles à l'INSEE en 1984 et 1985. Il occupe le poste chef du bureau emploi et salaires à la direction de la prévision du ministère de l'Économie et des finances de 1987 à 1989. Il est ensuite rapporteur général du Conseil scientifique de l'évaluation entre 1990 et 1998, puis devient rapporteur à la Cour des comptes en 1999 et chargé de mission au Conseil général des Ponts et chaussées (Ministère de l'équipement, des transports et du logement) la même année.
Il est enseignant à l'Institut catholique de Paris, et chroniqueur au journal La Croix dont il dirige le service économique et social du quotidien La Croix entre 1985 et 1987. Il est membre du comité de rédaction de la revue Esprit. Ses thèmes de recherche portent sur l'évaluation des politiques publiques, les indicateurs sociaux et de développement durable, la sociologie et l'anthropologie économique, le travail et l'emploi, les questions sociales, la gestion publique, l'épistémologie, les questions spirituelles et religieuses.

## Ouvrages
- L’Économie contre la société (avec Guy Roustang), Seuil, 1993 (réédition en poche 2001)
- L’Avenir du travail, Seuil, 1995
- Pour un nouveau contrat social (en collaboration avec G. Roustang, J.L. Laville, B. Eme, D. Mothé), Desclée de Brouwer, 1996
- Les Nouvelles Frontières de l’argent, Seuil, 1999
- L'évaluation des politiques publiques, La Découverte, collection Repères, novembre 2001, nouvelle édition mise à jour 2008
- 35 heures, le temps du bilan (avec Denis Clerc (économiste), Bernard Brunhes (homme d'affaires) et Dominique Méda), Desclée de Brouwer, novembre 2001
- Indicateurs sociaux, état des lieux et perspectives, rapport pour le Conseil de l'Emploi, des Revenus et de la Cohésion sociale (CERC), janvier 2002
- De la société comme monde commun, Desclée de Brouwer, octobre 2003
- La logique de l'espérance, une approche anthropologique de la foi chrétienne, Presses de la Renaissance, septembre 2006
- Le capitalisme est-il durable ?, Carnets nord, 2008
- Pour une raison écologique, Flammarion, 2011, 276 pages,  (ISBN 978-2-0812-4178-7)
- Penser la foi chrétienne après René Girard, Paris, Ad Solem, 2018.
- Violence des dieux, violence de l’homme. René Girard, notre contemporain, Seuil, 2023.